# گوگو امبتا-را
گوگو امبتا-را (انگلیسی: Gugu Mbatha-Raw؛ زادهٔ ۱۹۸۳) هنرپیشه سینما و تئاتر اهل انگلستان است. وی از سال ۲۰۰۴ میلادی تاکنون مشغول فعالیت بوده‌است.

## بخشی از فیلم‌شناسی

### فیلم
- لری کراون (۲۰۱۱)
- توماس عجیب (۲۰۱۳)
- صعود ژوپیتر (۲۰۱۵)
- ضربه مغزی (۲۰۱۵)
- دولت آزاد جونز (۲۰۱۶)
- حقیقت مطلق (۲۰۱۶)
- دوشیزه اسلون (۲۰۱۶)
- دیو و دلبر (۲۰۱۷)
- چین‌خوردگی در زمان (۲۰۱۸)
- بروکلین بی‌مادر (۲۰۱۹)
- مزرعه‌داری (۲۰۱۹)
- سرزمین تابستان (۲۰۲۰)
- سرقت (۲۰۲۳)

### مجموعه تلویزیونی
- شهر هالبی (۲۰۰۴)
- مأموران مخفی (۲۰۰۶)
- مارپل آگاتا کریستی (۲۰۰۷)
- دکتر هو (۲۰۰۷)
- تماس (۲۰۱۲)
- آینه سیاه (۲۰۱۶)
- لوکی (۲۰۲۱)